# Buluka huddlestoni
Buluka huddlestoni är en stekelart som beskrevs av Austin 1989. Buluka huddlestoni ingår i släktet Buluka och familjen bracksteklar. Inga underarter finns listade.